# Parumala
Isla Parumala (en malayalam: പരുമല പള്ളി) es un pequeño pueblo y una isla en el río Pampa en el distrito de Pathanamthitta parte administrativamente del estado de Kerala, al sur de la India.
Parumala es famosa por la presencia de la tumba de San Gregorio (Parumala Thirumeni), el santo más importante de la India que pertenece a la Iglesia Ortodoxa de la India (Iglesia Ortodoxa Siria malankar) y de la Iglesia siria ortodoxa, por lo que es un lugar de peregrinación. El Ormapperunnal es una fiesta anual que se celebra en la Iglesia Parumala el primero y el segundo día de noviembre.